# Someș-Odorhei
Someș-Odorhei là một xã thuộc hạt Sălaj, România. Dân số thời điểm năm 2002 là 3058 người.